# Київ (камерний ансамбль)
«Ки́їв» — камерний ансамбль, що працює при Будинку органної та камерної музики у Києві. 
Створений 1989 року піаністкою Міланою Чернявською, ансамбль незабаром став лауреатом Міжнародного конкурсу камерних ансамблів у Флоренції (Італія) та Міжнародного фестивалю фортепіанної і камерної музики імені Володимира і Регіни Горовиць. Виступав у концертних залах Японії («Санторі-Хол»), Італії, Німеччини, Польщі, Росії, Фінляндії. У різні часи працювали Олена Цуркан (1-ша скрипка), Роман Рєпка (фортепіано), Олег Турченко (1–ша скрипка), Ярослав Рудницький (2–га скрипка), Олександр Мошненко (альт).
Важлива роль колективу в пропаганді творів класичної та сучасної української музики, зокрема ансамбль здійснив прем'єру фортепіанного квінтету Юрія Іщенка.